# Влад-Цепеш (Джурджу)
Влад-Цепеш (рум. Vlad Țepeș) — село у повіті Джурджу в Румунії. Входить до складу комуни Комана.
Село розташоване на відстані 34 км на південь від Бухареста, 28 км на північний схід від Джурджу.

## Населення
За даними перепису населення 2002 року у селі проживали 1949 осіб.
Національний склад населення села:
| Національність | Кількість осіб | Відсоток |
| -------------- | -------------- | -------- |
| румуни         | 1927           | 98,9%    |
| цигани         | 22             | 1,1%     |

Рідною мовою назвали:
| Мова      | Кількість осіб | Відсоток |
| --------- | -------------- | -------- |
| румунська | 1940           | 99,5%    |
| циганська | 8              | 0,4%     |